# Askos

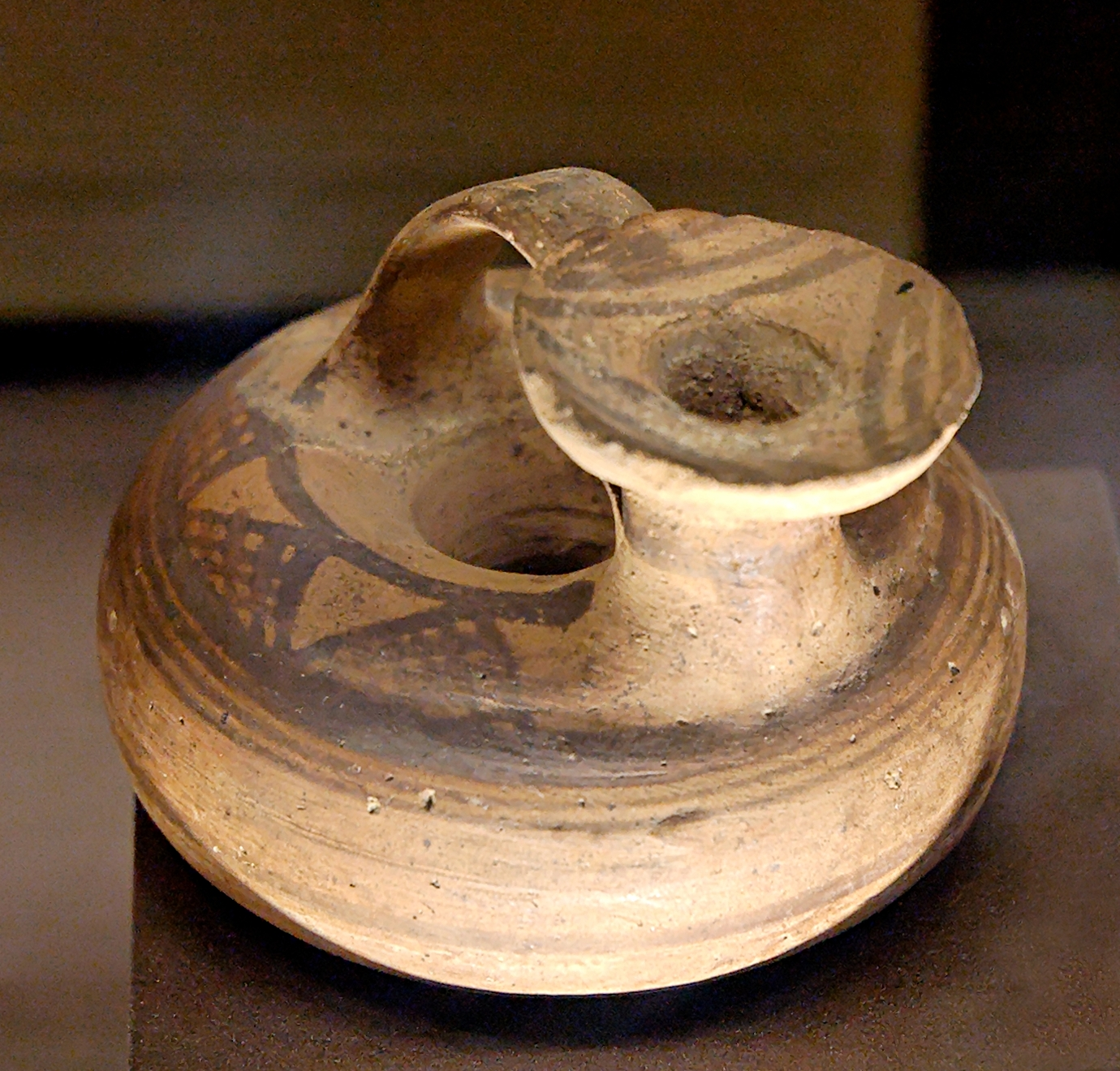
Rhodský askos – 650–625 př. n. l.

Askos (z řečtiny ασκός, plurál askoi) je menší starověká řecká nádobka se zploštělým tvarem. Poprvé se vyskytuje již v době bronzové. Sloužil k uchovávání parfémů či oleje, k jehož nalévání tenkým pramínkem bylo přizpůsobeno jeho hrdlo. 
Původně byl výraz askos používán pro kožené měchy na vodu nebo víno.
V jihoitalské keramice má vysoký tvar zploštělý na bocích. 